# 按果资助
依果付费(PbR)是在公共政策中，根据独立审计的结果进行付费。很多政府推行这种方式，作为一种国内采购政策的有效措施。
在国际拓展中，这种方法也有越来越多政府使用，PBR经常理解为'按结果进行的援助'。(援助国和受助国之间的资助是根据一种关系结果)，或称为'按果资助'(往往是私人、公共资金提供者与发展中国家或发展机构之间的援助)。
PbR具备以下三个特征:
- 根据预先设定的结果进行付费
- 对受助者的结果和行为进行评估
- 支付通过第三方的独立评估

## 国内政策
已经有很多国内政策中采取PbR的先例，特别是社会和社区服务中，当付费与结果关联的时候。PbR经常是用来驱动服务提升，达到附加值，把援助的结果与激励互相关联。在实际中，政府会采取一系列的PbR的政策:  
1. 根据单纯的结果进行付费
2. 风险从政府转移到款项提供商

PbR的最简单形式是根据结果付费，把付费最大程度上与结果相连。当行政单位(中央或当地政府)根据期望达到的结果把财政风险转移给资金提供商。行政单位会面临一系列困难，让单纯的按结果付费不现实，或者不是一个最好的选择。很大程度上取决于行政单位的风险和责任，特别是他们对结果和衡量的理解。

## 国际发展
国际发展中很多因素涉及按果付费，很多是因为鼓励达到预定效果，特别是针对发展中国家政府、公共机构、商业机构和公民社会组织。往往是作为官方发展援助(ODA)资金的一种替代办法，一般是补助金、贷款、担保等形式，需要在发放款项之前商定。
PbR的拥护者说，这种援助可以达到最大程度的效果，减少浪费、达到最大自由和鼓励受助者创新，用最小的成本达到最大的效果。往往的批评是，受助者要获得预先资助，具有非计划中结果，更多监督和检查成本(因此导致了寻租行为)。
结果援助是鼓励国家级别的结果，把ODA援助(双边和多边的发展机构或发展中国家政府)改为可衡量的结果，例如一些衡量指标，或者成功实施某个项目，例如多少青少年通过某项考试、婴儿死亡率的增长率或能使用某种能源的人数。 
结果资助是国家级或亚国家级的结果，一般是发展中国家政府(国家政府和当地政府)、公共机构、发展机构，鼓励提供货物和服务，创造或拓展市场，鼓励创新。这些目标包括注射疫苗的人数、接受培训的教师人数、电力连接的人数，结果资助包括按果资助(OBA)。
目前，PbR的项目包括：Global Partnership on Output-Based Aid和Results-Based Financing for Health （页面存档备份，存于）。对于PBR的兴趣在国际发展中越来越多。英国国际发展局正在主导一项现金援助项目。(一种按果援助)和按果资助项目，提供给了很多国家。最近，世界银行也启动了按果援助的项目(P4R)，是一项新的按果援助的项目，欧盟也正在探索按果援助的项目，是从2014年开始的多年援助项目。